# Karl Heinrich Pudor
Karl Heinrich Pudor (* 1777 in Friedeberg (Neumark); † 20. April 1839 in Marienwerder) war ein deutscher Altphilologe und Gymnasiallehrer.

## Leben
Pudor studierte 1796 bis 1798 an der (pietistischen) Friedrichs-Universität Halle. 1802 bis 1804 war er Lehrer am Collegium Fridericianum, 1806 bis 1811 am Conradinum in Jenkau bei Danzig. Für Johann Samuel Rosenheyn kam er 1811 als Konrektor an die Kathedralschule in Marienwerder, die zwei Jahre später zum Gymnasium Marienwerder wurde. Er erhielt am 19. September 1832 den Titel eines Kgl. Professors und trat 1835 nach 24 Jahren in den Ruhestand. Er blieb in Marienwerder und lebte seinen Studien und einer stillen gemeinnützigen Tätigkeit. Er starb mit 62 Jahren an einem Lungenödem. Bei seinem Begräbnis am 24. April 1839 folgten alle Lehrer und Schüler dem Sarg.

## Veröffentlichungen
- Weise Verbreitung der Geisteskultur, ein Kennzeichen einer vollkommenen Staatsverwaltung. Rede, gehalten am 3. August 1803 in der Kgl. Deutschen Gesellschaft zu Königsberg.[1]
- Poetische Versuche. 1812.[1]
- In den Musen von La Fouqué und Neumann, 1812 und 1813, eine Abhandlung über die Farbengebung des Antiken in Verdeutschung hellenischer Prosa.[1]
- Ode an die verbündeten Kaiserlichen und Königlichen Heere, im September 1813. Gesprochen bey e. öffentlichen Redeübung im Gymnasium zu Marienwerder.
- Von 1813 bis 1815 einige Kriegs- und Landwehrlieder.[1]
- De palma linguae latinae ab Europa civitatibus etc. optimo iure retribuenda. 1817.[1]
- Denkschrift über die 3. Jubelfeier der Reformation. 1818.[1]
- Qua via et ratione iuvenes Graeci et Romani ad rem publicam bene gerendam instituti fuerunt. Dümmler, Berlin, eine Abhandlung zum Schulprogramm 1825.[1] – GoogleBooks
- Erinnerungen an Röckner, 1829, abgedruckt im Nekrolog der Deutschen.[1]
- Festrede über Augsburg 1830.[1]
- Über Goethes Iphigenie, ein ästhetisch-literarischer Versuch als Beitrag zu Vorstudien über Goethe. Marienwerder 1832.[1] – digitale-sammlungen.de
- Einige aphoristische Bemerkungen über den deutschen Sprachunterricht und über das Bedürfnis der philosophischen Propädeutik auf Gymnasien. Marienwerder 1832.
- Lebensbild aus der Ferne dem Geheimen Staatsrath und Ritter v. Staegemann, bei seiner Amtsjubelfeier am 4ten Februar 1835 in tiefster Ehrfurcht geweiht. Berlin 1835.
- Erinnerungen an Jul. Cäsar von Versen, Königl. Preuß. Hauptmann. Marienwerder 1838.